# Thomas Laken
Thomas Laken, né le 3 mars 1972, est un homme politique vanuatais.

## Biographie
Quittant l'école à la fin du collège, il devient un temps enseignant en école primaire, puis s'établit comme auto-entrepreneur dans le domaine du transport maritime.
Il entre au Parlement de Vanuatu comme l'un des députés de Tanna aux élections législatives de 2012. Élu sans étiquette, il est nommé ministre de la Justice dans le gouvernement de coalition du Premier ministre Sato Kilman,. Changeant de bord politique en 2013, il rejoint le parti Confédération verte de Moana Carcasses et aide celui-ci à destituer le gouvernement Kilman par une motion de censure au Parlement. Il est nommé ministre de l'Adaptation au réchauffement climatique dans le gouvernement Carcasses qui en résulte. 
En février 2014, il change à nouveau de camp, quittant la Confédération verte et le gouvernement pour, avec les ministres Antoine Wright et Jonas James, se joindre à l'opposition parlementaire. Un temps simple député de la majorité du gouvernement que forme Joe Natuman en mai 2014, il fait finalement défection pour aider Sato Kilman à former une nouvelle majorité parlementaire et à retrouver le pouvoir. Le 11 juin 2015, il est ainsi nommé à nouveau ministre de l'Adaptation au réchauffement climatique, dans le nouveau gouvernement de Sato Kilman. En octobre, il est reconnu coupable de corruption et condamné à trois ans de prison ferme et dix ans d'inéligibilité, ayant été soudoyé par Moana Carcasses pour aider à destituer le gouvernement Natuman. Les ministres Moana Carcasses, Serge Vohor et Paul Telukluk, le président du Parlement Marcellino Pipite et huit autres députés sont aussi condamnés à des peines de prison ferme, s'étant partagé avec Thomas Laken 1 000 000 vatu en pots-de-vin distribués par Moana Carcasses. Ils sont destitués de leurs fonctions politiques.
Thomas Laken bénéficie d'une libération conditionnelle en avril 2017, mais plaide coupable en 2018 pour tentative d'entrave à la justice, pour avoir sollicité et obtenu en 2015 une grâce présidentielle de la part du président du Parlement, Marcellino Pipite, qui était lui-même l'un des condamnés et n'était pas habilité à l'accorder. Il est condamné à trois ans et dix mois de prison ferme supplémentaires. Il est gracié par le président de la République Tallis Obed Moses en juillet 2020, ce qui lève sa peine d'inéligibilité. Cela lui permet de se présenter -cette fois avec l'étiquette du Mouvement de réunification pour le changement- aux élections législatives anticipées d'octobre 2022, auxquelles il est toutefois très largement battu dans sa circonscription de Tanna.